# Le Mené
Le Mené község Franciaország Bretagne régiójában, Côtes-d’Armor megyében. Új községként 2016. január 1-jén jött létre hét korábbi község: Collinée, Le Gouray, Langourla, Plessala, Saint-Gilles-du-Mené, Saint-Gouéno és Saint-Jacut-du-Mené egyesítésével. Lakosainak száma 6420 fő (2022. január 1.).

## Népesség
| Lakosok száma | 6417 | 6406 | 6396 | 6412 | 6413 | 6420 |
|               | 2017 | 2018 | 2019 | 2020 | 2021 | 2022 |